# FM Hit (Argentina)
FM Hit fue una estación de radio argentina que transmitió desde la Ciudad Autónoma de Buenos Aires.

## Historia
Comenzó a transmitir el 4 de mayo de 1992 bajo la licencia que pertenecía a FM Continental (antes FM Melody y FM 105), propiedad de LS4 Radio Continental S.A., con una plantilla íntegramente compuesto por locutoras mujeres y una programación musical orientada principalmente a adolescentes y preadolescentes que mezclaba canciones de corte pop con cantantes melódicos o de soft-metal.
A pesar de encontrarse durante muchos años entre las emisoras FM más escuchadas de la ciudad de Buenos Aires, fue disuelta en 2006, un año después de que la antes mencionada sociedad anónima resultó adquirida por Grupo Prisa. Desde entonces continuó sus operaciones como Los 40 Argentina, incorporando locutores masculinos y ampliando ligeramente su espectro musical, sin perder su formato cerrado de listas de éxitos.
En sus micrófonos ha tenido a Félix Musso Barrera, Daisy May Queen, María Eugenia Villó, Mariela Bosqui, Gisela Marziotta, Sebastián Uslenghi, (actualmente en Fórmula Hit, el laboratorio de la música) Luis Majul, Bahiano, Bebe Contempomi y Ludovico di Santo, Guillermo Gauna, entre otros.